# Leiomitra julacea
Leiomitra julacea là một loài rêu trong họ Trichocoleaceae. Loài này được Hatcher ex J.J. Engel mô tả khoa học đầu tiên năm 1999.